# Marian Sypniewski
Marian Sypniewski (n. 30 aprilie 1955, Bydgoszcz, Polonia) este un scrimer polonez, medaliat olimpic. A participat la 3 ediții ale Jocurilor Olimpice (1980, 1988, 1992) în care a câștigat o medalie de bronz.